# I Fitzpatricks
I Fitzpatricks è una serie televisiva drammatica statunitense trasmessa da CBS dal 1977 al 1978. Il primo episodio della serie venne trasmesso il 5 settembre 1977. Dopo soli tredici episodi, la serie venne cancellata il 10 gennaio 1978.

## Trama
Protagonisti della serie sono i Fitzpatricks, una famiglia cattolica irlandese composta da sei persone che vive a Flint, nel Michigan. Il padre, un colletto blu, Mike Fitzpatrick lavora come metalmeccanico per assicurare una vita dignitosa alla famiglia; mentre la moglie incinta Maggie lavora part-time in una trattoria. I due hanno quattro figli: il maggiore Sean, l'introspettivo Jack, la sola femmina Maureen (soprannominata Mo) ed il figlio minore Max.

## Cast
- Bert Kramer: Michael Fitzpatrick, metalmeccanico e capofamiglia.
- Mariclare Costello: Margaret "Maggie" Fitzpatrick, moglie di Michael. Lavora part-time in un ristorante.
- Clark Brandon: Sean Fitzpatrick, il figlio maggiore (16 anni).
- Jimmy McNichol: Jack Fitzpatrick, il figlio secondogenito (15 anni).
- Michele Tobin: Maureen "Mo" Fitzpatrick, l'unica figlia femmina (14 anni).
- Sean Marshall: Max Fitzpatrick, il figlio minore (10 anni). Consegna i giornali.
- Helen Hunt: Kerry Gerardi, la ragazza della porta accanto che intensifica la rivalità tra Jack e Sean.
- Derek Wells: R.J., il miglior amico di Max Fitzpatrick.

## Episodi
| Stagione       | Episodi | Prima TV USA | Prima TV ITA |
| -------------- | ------- | ------------ | ------------ |
| Stagione unica | 13      | 1977 - 1978  | 19??- 19??   |